# Hiroshi Kajiyama (Politiker)

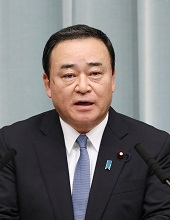
Hiroshi Kajiyama (2017)

Hiroshi Kajiyama (jap. 梶山 弘志 Kajiyama Hiroshi; * 18. Oktober 1955 in Hitachi-Ōta, Präfektur Ibaraki) ist ein japanischer Politiker der Liberaldemokratischen Partei (LDP, schon vor dem Kickback-Skandal ohne Faktion), Abgeordneter im Shūgiin, dem Unterhaus des nationalen Parlaments, für den Wahlkreis Ibaraki 4 und ehemaliger Deregulierungs- und Wirtschaftsminister.

## Leben
Kajiyama wurde am 18. Oktober 1955 als Sohn des späteren LDP-Politikers Seiroku Kajiyama (梶山 静六; 1926–2000) in Hitachi-Ōta geboren. Nach seinem Studium der Rechtswissenschaft an der Nihon-Universität arbeitete er bis 1985 bei der Dōryoku-ro kaku nenryō kaihatsu jigyō-dan (動力炉・核燃料開発事業団; eng. „Power Reactor and Nuclear Fuel Development Corporation“), einem Vorläufer der heutigen „Japanischen Atomenergieforschungs- und -entwicklungsorganisation“. Anschließend wurde er Sekretär seines Vaters und gründete 1988 eine eigene Handelsgesellschaft.
Bei der Unterhauswahl 2000 kandidierte Kajiyama als Nachfolger für seinen kurz zuvor verstorbenen Vater im Wahlkreis Ibaraki 4 und wurde mit deutlichem Vorsprung gegenüber einem KPJ-Kandidaten gewählt; seither konnte er seinen Wahlkreis bei jeder Wahl bis einschließlich 2024 verteidigen. Seinen ersten Regierungsposten übernahm er von 2006 bis 2007 im ersten Kabinett Abe als „parlamentarischer Staatssekretär“ im Verkehrsministerium. Nach der Wahl 2009 wurde er zu einem der stellvertretenden Generalsekretäre (fuku-kanjichō) der LDP ernannt und 2011 zum stellvertretenden PARC-Vorsitzenden. Nach der Regierungsübernahme der LDP unter Shinzō Abe bei der Wahl 2012 kehrte er im zweiten Kabinett Abe als „Vizeminister“ ins Verkehrsministerium zurück. Bei der Kabinettsumbildung im August 2017 wurde Kajiyama zum Staatsminister für besondere Aufgaben (Regionalbelebung und Deregulierung) berufen und behielt dieses Amt bis Oktober 2018.
Am 25. Oktober 2019 ernannte Premierminister Abe Kajiyama zum Nachfolger des zurückgetretenen Wirtschaftsministers Isshū Sugawara im zum zweiten Mal umgebildeten vierten Kabinett Abe. Er blieb für den Rest von Abes Regierungszeit und unter Nachfolger Yoshihide Suga bis Oktober 2021 im Amt. Unter dem Parteivorsitzenden Fumio Kishida war er von 2021 bis 2024 [erster/alleiniger] stellvertretender Generalsekretär (kanjichō-daikō; 2011 geschaffene Position) der LDP. Bei der Wahl des LDP-Vorsitzenden 2024 leitete er den Wahlkampf von Toshimitsu Motegi, der im ersten Wahlgang ausschied.